# 安地斯山脈

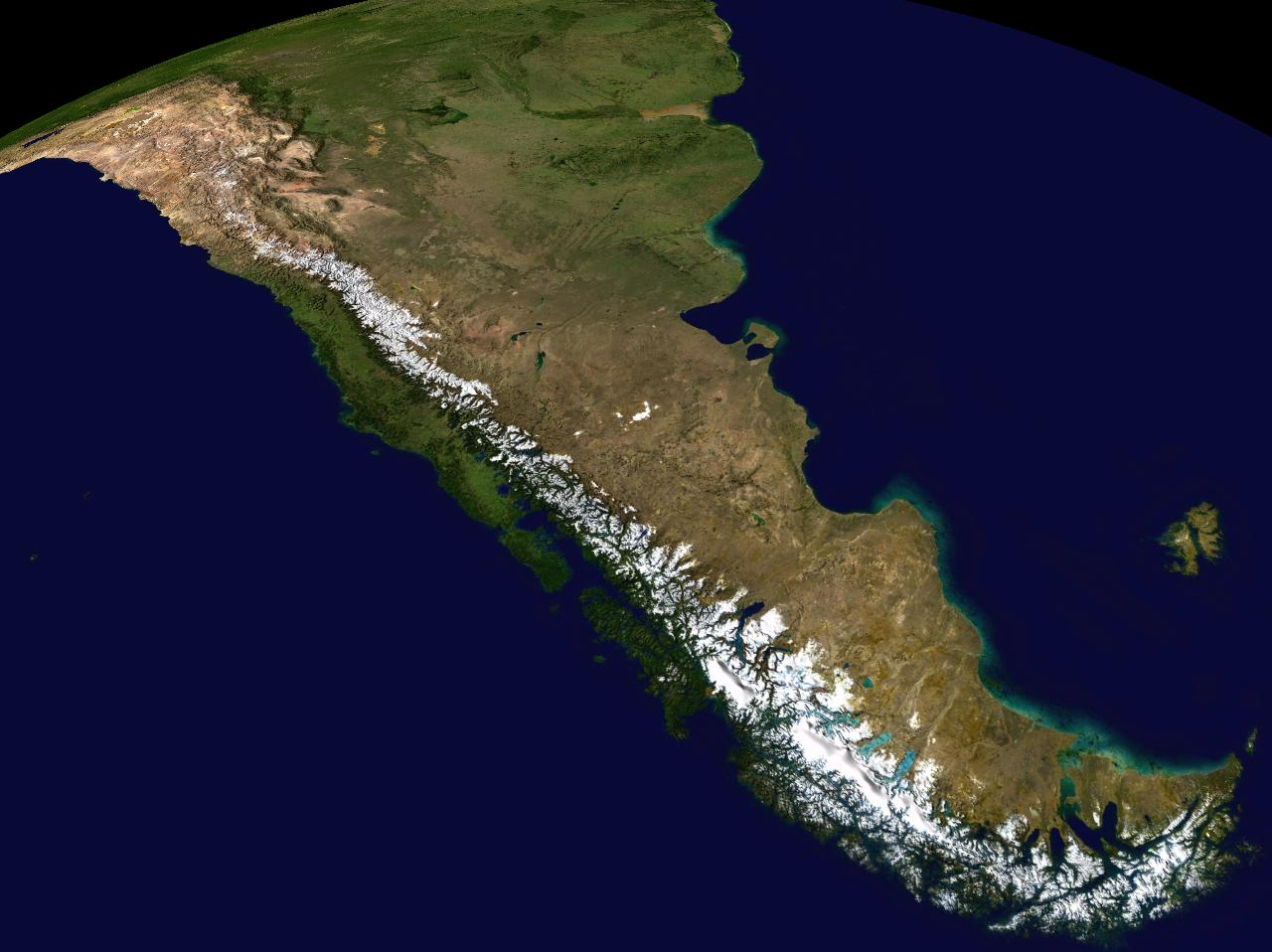
安地斯山脈南部的衛星複合地圖

安地斯山脈（西班牙語：Cordillera de los Andes；奇楚亞語：Walla Antikuna）是地球陸地上最長的山脈，位於南美洲的西岸，約7,000公里長 (或8,900公里长)，200至700公里寬（最寬的部份在南緯18度到20度之間），平均高度約4,000公尺，由北到南經過委內瑞拉、哥倫比亞、厄瓜多、祕魯、玻利維亞、智利及阿根廷等國。
安地斯山脈由於其中的地形凹陷，可以分為幾個不同的區域。安地斯山脈中有幾個高原，其中也有一些大城市，例如基多、波哥大、阿雷基帕、麥德林、蘇克雷、梅里達市和拉巴斯。阿爾蒂普拉諾高原是世界第二高的高原，僅次於亚洲的青藏高原。安地斯山脈依氣候可分為三區：熱帶安地斯、乾安地斯及濕安地斯。
安地斯山脈最高峰是位在阿根廷境內的阿空加瓜山，高度6,962公尺，是美洲第一高峰，也是世界第一高的火山。因為地球自转產生的赤道隆起，赤道位置的地球半徑會較其他地方要大，因此位於赤道附近的钦博拉索山是地表離地心最远的位置。世界最高的火山在安地斯山脈，包括高度為6,893公尺的奧霍斯-德爾薩拉多山，另外在安地斯山脈有五十座火山的高度超過6,000公尺。安第斯山脉中的奧霍斯-德爾薩拉多山是世界上最高的活火山，海拔6,891米。

## 名稱
安第斯山脉的名稱來源尚不明瞭。通常認為其從奇楚亞語anti得名，意思是"東方"。例如Antisuyu（奇楚亞語"東區"之意），為印加帝國其中一個組成部分。

## 數據
安第斯山脉东北从特立尼达岛到南端的火地岛，长8,900公里，几乎是喜瑪拉雅山脈的三倍半；東西寬的平均是241公里，最寬處在阿里卡（Arica）至聖十字之間，寬約750公里；整個山脈的平均海拔3,660米，大部分海拔在3,000米以上，有许多高峰山顶终年积雪，海拔超過6,000米。
安第斯山脉是陸地上最長的山脈，相對於海底及地球最長的山脈中洋脊（長約80,000公里）。

## 組成
由白堊紀時代形成的花崗岩組成，是納斯卡板塊擠壓摺曲南美板塊時所隆起的，屬大洋地壳。學者認為，過去的2,800萬年間，由地殼運動所造成的火山爆發與地震，將安第斯山脈的高度提升了1,500米。常見的火山岩「安山岩」，命名即來自安地斯山脈。

## 分布
屬科迪勒拉山系，從智利的最南端合恩角，穿越阿根廷、玻利維亞、秘魯、厄瓜多爾和哥倫比亞。在委內瑞拉，安第斯山脈分成三個不同的山脈，其中一條山脈一直延伸到太平洋海岸。
學者常將安地斯山分為北中南三段：
1. 北段安地斯山，位於哥倫比亞，朝北向東延伸，最後加勒比島的島弧相連。氣候特色：一山有四季，十里不同天。
2. 中段安地斯山，從秘魯到智利，在此山脈轉為西北－東南走向。此地安地斯山的寬度最大，也有最多的火山活動遺跡，據知有超過900個的火山，高度由5,000到7,000公尺。
3. 南段安地斯山，從智利一直到巴塔哥尼亞海岸，這一段有相當多的活火山。

## 氣候和水文

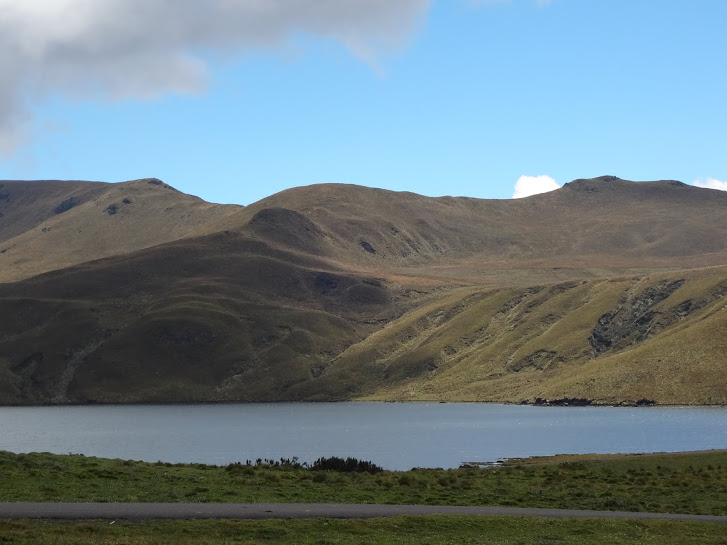
安第斯山脉上的一個湖

安地斯山脈的氣候會隨緯度、海拔以及和海的距離而有顯著變化。溫度、氣壓以及濕度都會隨海拔提高而下降。安地斯山脈的南部多雨而涼爽，中部乾燥，北部多雨而溫暖，在哥倫比亞的平均溫度為攝氏18度。已經知道此地區的氣候會在較短距離會有明顯的變化，例如山頂會降雪的科托帕希峰和熱帶雨林之間只有幾哩的距離。安地斯山脈對鄰近地區的氣候也有很大的影響。雪線依地區而不同，熱帶的厄瓜多尔、哥伦比亚、委内瑞拉和秘鲁北部的安第斯山脉，雪線約在海拔3,450至4,800公尺之間，在秘鲁南部到智利北部南緯30度這帶較乾燥的區域，雪線升到海拔4,800至5,200公尺之間，在南緯32度的阿空加瓜山，雪線降至海拔4,500公尺，在南緯40度降至海拔2,000公尺，在南緯50度降至海拔500公尺，在南緯55度的火地群島，雪線只有海拔300公尺，從南緯50度起，有許多大的冰川甚至會延伸到海平面。
智利和阿根廷的安地斯山脈可以分為二區：乾安地斯及濕安地斯。乾安地斯由阿他加马沙漠延伸至馬烏萊河的區域，其降雨更為零星，且其溫度變化強烈。
在智利及阿根廷門多薩省的安地斯山脈，由於高度曝露在太陽光下，岩石冰河較大，也比一般冰河要常見。
雖然降水量會隨著海拔而增加，但在近7,000公尺高的安地斯山頂仍有半乾燥氣候的地區，乾燥的草原型氣候是南緯32-34度的亞熱帶地區常見的天氣型態。因在山谷的底部只有灌木生長，無法長成樹林。像Plomo冰河及Horcones冰河等當地最大的冰河不會超過10公里，而且其冰層很薄。但在二萬年前的冰河時期，其長度是現在十倍。阿空加瓜山（海拔6,962公尺）、Tupungato山（海拔6,550公尺）和Nevado Juncal山（海拔6,110公尺）距離數十公里遠，之間透過冰川網路相接。其树枝状的冰川長112.5公里，超過1,020公尺厚，海拔落差可到5,150公尺。氣候冰川雪線（ELA）現在是在海拔4,600公尺，但冰河時期曾低到海拔3,200公尺。

## 礦脈
安地斯山脈礦脈豐富，特別是銅礦，世界最大的地下銅礦採礦場就在此山脈中，在地底深達1,200米，採礦坑道總長超過2,000多公里。
自西班牙殖民南美時，安地斯山脈即以其豐富的礦量而聞名。雖然安第斯印第安人之前就會用金及其他金屬製作飾器，但一直到西班牙殖民時期起才開始大規模的開採。玻利維亞的波托西以及秘魯的塞羅德帕斯科曾是西班牙帝國的主要礦產區。拉布拉他河及阿根廷都因為波托西的銀礦而得名。
現在智利和秘魯是世界產銅第一大及第三大的國家。秘魯的亞納科查是世界第一大金礦區。玻利维亚的安第斯山脉主要產锡，以往曾經產銀，而且對十七世紀歐洲的物價革命有很大的影響。
安地斯山脈採礦的歷史很久，從十六世紀波托西的銀礦到最近在智利丘基卡马塔铜矿和埃斯孔迪达铜矿，以及秘魯的托基伯拉礦，其他像鐵、金等金屬及其他非金屬資源也相關豐富。

## 外部連結
- 安地斯山脈空照圖 （页面存档备份，存于）
- 從google看安地斯山脈的照片